# Capela da Escudeira
A Capela da Escudeira, localizada em Palmela (Portugal), na vertente a norte da Serra de S. Luís (Vale dos Barris), de invocação a Nossa Senhora da Conceição, data a sua fundação de meados do século XVIII. Relacionada com este culto, mantém-se a romaria anual de Nossa Senhora da Conceição da Escudeira que tem lugar no fim de semana mais próximo à data de 15 de Agosto. Encontra-se em propriedade privada.